# Livet enligt Rosa (TV-serie)
Livet enligt Rosa är en svensk dramaserie som Sveriges Television började sända 5 februari 2005. TV-serien är baserad på den tecknade serien med samma namn, publicerad i tidskriften Kamratposten. Originalets upphovsmän, Johan Unenge och Måns Gahrton, har också skrivit manus till TV-serien, och regissör är Manne Lindwall. Titellåten To Win My Love är skriven av Moneybrother och framförs av Anna Maria Espinosa. Livet enligt Rosa vann TV-priset Kristallen 2005 i kategorin "bästa barnprogram". TV-serien finns även utgiven på DVD och följdes upp med långfilmen Rosa: The Movie (2007).

## Handling
Livet enligt Rosa handlar om tolvåriga Rosa som bor i Stockholm. Hon drömmer om att bli popstjärna och regelbundet filmar hon sig själv likt en videoblogg, där hon går in i rollen som popstjärna och lever ut sina drömmar. Ämnen som äkta vänskap och kärlekens många sidor behandlas.

## I rollerna
- Anna Ryrberg - Rosa
- Freddy Åsblom - Ville
- Cilla Thorell - Mamma Pia
- Jasmin Snäll Vasquez - Pamela
- Thomas Hanzon - Pappa Göran
- Nanna Blondell - Blenda
- Emilia Brown - Martina
- Lina Lundberg - Jessica
- Isabella Viksten - Moa
- Christoffer Svensson - Magnus
- Hilda Lundgren - Tina
- Daniel Staaf - Martinas kille
- Sam Kessel - Anton
- Charlie Gustafsson - Robby T
- Tom Ljungman - Foppa
- Filip Berg - Harry
- Queenie Muwanga - Leila
- Douglas Johansson - Villes pappa
- Sofia Rönnegård - Rosas lärare
- Tomas Lönneby - Rosas vän
- Filip Benko - Tompa